# Seznam olympijských medailistů ve sportovní střelbě
Toto je seznam olympijských medailistů ve sportovní střelbě na letních olympijských hrách.

## 10 metrů vzduchová pistole
| Rok      | Zlato                  | Stříbro                     | Bronz                 |
| -------- | ---------------------- | --------------------------- | --------------------- |
| LOH 1988 | Tanju Kirjakov (BUL)   | Erich Buljung (USA)         | Xu Haifeng (CHN)      |
| LOH 1992 | Wang Yifu (CHN)        | Sergej Pyžjanov (EUN)       | Sorin Babii (ROU)     |
| LOH 1996 | Roberto Di Donna (ITA) | Wang Yifu (CHN)             | Tanju Kirjakov (BUL)  |
| LOH 2000 | Franck Dumoulin (FRA)  | Wang Yifu (CHN)             | Ihar Basinski (BLR)   |
| LOH 2004 | Wang Yifu (CHN)        | Michail Něstrujev (RUS)     | Vladimir Isakov (RUS) |
| LOH 2008 | Pang Wei (CHN)         | Čin Čong-o (KOR)            | Jason Turner (USA)    |
| LOH 2012 | Čin Čong-o (KOR)       | Luca Tesconi (ITA)          | Andrija Zlatić (SRB)  |
| LOH 2016 | Hoàng Xuân Vinh (VIE)  | Felipe Almeida Wu (BRA)     | Pang Wei (CHN)        |
| LOH 2020 | Džavád Forúghí (IRI)   | Damir Mikec (SRB)           | Pang Wei (CHN)        |
| LOH 2024 | Sie Jü (CHN)           | Federico Nilo Maldini (ITA) | Paolo Monna (ITA)     |

## 10 metrů vzduchová puška
| Rok      | Zlato                        | Stříbro                  | Bronz                      |
| -------- | ---------------------------- | ------------------------ | -------------------------- |
| LOH 1984 | Philippe Heberlé (FRA)       | Andreas Kronthaler (AUT) | Barry Dagger (GBR)         |
| LOH 1988 | Goran Maksimović (YUG)       | Nicolas Berthelot (FRA)  | Johann Riederer (FRG)      |
| LOH 1992 | Jurij Feďkin (EUN)           | Franck Badiou (FRA)      | Johann Riederer (GER)      |
| LOH 1996 | Artem Khadjibekov (RUS)      | Wolfram Waibel (AUT)     | Jean-Pierre Amat (FRA)     |
| LOH 2000 | Cai Yalin (CHN)              | Artem Khadjibekov (RUS)  | Yevgeni Aleinikov (RUS)    |
| LOH 2004 | Zhu Qinan (CHN)              | Li Jie (CHN)             | Jozef Gönci (SVK)          |
| LOH 2008 | Abhinav Bindra (IND)         | Zhu Qinan (CHN)          | Henri Häkkinen (FIN)       |
| LOH 2012 | Alin George Moldoveanu (ROU) | Niccolò Campriani (ITA)  | Gagan Narang (IND)         |
| LOH 2016 | Niccolò Campriani (ITA)      | Serhij Kuliš (UKR)       | Vladimir Maslennikov (RUS) |
| LOH 2020 | William Shaner (USA)         | Šeng Li-chao (CHN)       | Yang Haoran (CHN)          |
| LOH 2024 | Šeng Li-chao (CHN)           | Victor Lindgren (SWE)    | Miran Maričić (CRO)        |

## 25 metrů rychlopalná pistole
| Rok       | Zlato                    | Stříbro                  | Bronz                        |
| --------- | ------------------------ | ------------------------ | ---------------------------- |
| LOH 1896  | Ioannis Frangoudis (GRE) | Georgios Orfanidis (GRE) | Holger Nielsen (DEN)         |
| LOH 1900  | Maurice Larrouy (FRA)    | Léon Moreaux (FRA)       | Eugène Balme (FRA)           |
| 1904–1908 | nebylo na programu LOH   | nebylo na programu LOH   | nebylo na programu LOH       |
| LOH 1912  | Alfred Lane (USA)        | Paul Palén (SWE)         | Johan Hübner von Holst (SWE) |
| LOH 1920  | Guilherme Paraense (BRA) | Raymond Bracken (USA)    | Fritz Zulauf (SUI)           |
| LOH 1924  | Henry Bailey (USA)       | Vilhelm Carlberg (SWE)   | Lennart Hannelius (FIN)      |
| LOH 1928  | nebylo na programu LOH   | nebylo na programu LOH   | nebylo na programu LOH       |
| LOH 1932  | Renzo Morigi (ITA)       | Heinz Hax (GER)          | Domenico Matteucci (ITA)     |
| LOH 1936  | Cornelius van Oyen (GER) | Heinz Hax (GER)          | Torsten Ullman (SWE)         |
| LOH 1948  | Károly Takács (HUN)      | Carlos Diaz Sáenz (ARG)  | Sven Lundquist (SWE)         |
| LOH 1952  | Károly Takács (HUN)      | Szilárd Kun (HUN)        | Gheorghe Lichiardopol (ROU)  |
| LOH 1956  | Ştefan Petrescu (ROU)    | Yevgeni Cherkasov (URS)  | Gheorghe Lichiardopol (ROU)  |
| LOH 1960  | William McMillan (USA)   | Pentti Linnosvuo (FIN)   | Aleksandr Zabelin (URS)      |
| LOH 1964  | Pentti Linnosvuo (FIN)   | Ion Tripsa (ROU)         | Lubomír Nácovský (TCH)       |
| LOH 1968  | Józef Zapędzki (POL)     | Marcel Rosca (ROU)       | Renart Suleimanov (URS)      |
| LOH 1972  | Józef Zapędzki (POL)     | Ladislav Falta (TCH)     | Viktor Torshin (URS)         |
| LOH 1976  | Norbert Klaar (GDR)      | Jürgen Wiefel (GDR)      | Roberto Ferraris (ITA)       |
| LOH 1980  | Corneliu Ion (ROU)       | Jürgen Wiefel (GDR)      | Gerhard Petritsch (AUT)      |
| LOH 1984  | Takeo Kamachi (JPN)      | Corneliu Ion (ROU)       | Rauno Bies (FIN)             |
| LOH 1988  | Afanasijs Kuzmins (URS)  | Ralf Schumann (GDR)      | Zoltán Kovács (HUN)          |
| LOH 1992  | Ralf Schumann (GER)      | Afanasijs Kuzmins (LAT)  | Vladimir Vochmjanin (EUN)    |
| LOH 1996  | Ralf Schumann (GER)      | Emil Milev (BUL)         | Vladimir Vochmjanin (KAZ)    |
| LOH 2000  | Sergej Alifirenko (RUS)  | Michel Ansermet (SUI)    | Iulian Raicea (ROU)          |
| LOH 2004  | Ralf Schumann (GER)      | Sergei Polyakov (RUS)    | Sergej Alifirenko (RUS)      |
| LOH 2008  | Oleksandr Petriv (UKR)   | Ralf Schumann (GER)      | Christian Reitz (GER)        |
| LOH 2012  | Leuris Pupo (CUB)        | Vidžaj Kumár (IND)       | Ding Feng (CHN)              |
| LOH 2016  | Christian Reitz (GER)    | Jean Quiquampoix (FRA)   | Li Jüe-chung (CHN)           |
| LOH 2020  | Jean Quiquampoix (FRA)   | Leuris Pupo (CUB)        | Li Jüe-chung (CHN)           |
| LOH 2024  | Li Jüe-chung (CHN)       | Čo Jong-če (KOR)         | Wang Sin-ťie (CHN)           |

## 50 metrů libovolná malorážka 3×40 ran polohový závod
Současný model: střílí se 40 ran vleže, 40 ran vkleče a 40 ran vstoje. Nejlepších 8 střelců postupuje do finále, kde se střílí 10 ran vstoje. Výsledky ze základní části se započítávají.

| Rok      | Zlato                          | Stříbro                   | Bronz                     |
| -------- | ------------------------------ | ------------------------- | ------------------------- |
| LOH 1952 | Erling Asbjørn Kongshaug (NOR) | Vilho Ylönen (FIN)        | Boris Andreyev (URS)      |
| LOH 1956 | Anatoli Bogdanov (URS)         | Otokar Hořínek (TCH)      | John Sundberg (SWE)       |
| LOH 1960 | Viktor Shamburkin (URS)        | Marat Nijasov (URS)       | Klaus Zähringer (EUA)     |
| LOH 1964 | Lones Wigger (USA)             | Velitchko Khristov (BUL)  | László Hammerl (HUN)      |
| LOH 1968 | Bernd Klingner (FRG)           | John Writer (USA)         | Vitali Parkhimovich (URS) |
| LOH 1972 | John Writer (USA)              | Lanny Bassham (USA)       | Werner Lippoldt (GDR)     |
| LOH 1976 | Lanny Bassham (USA)            | Margaret Murdocková (USA) | Werner Seibold (FRG)      |
| LOH 1980 | Viktor Vlassov (URS)           | Bernd Hartstein (GDR)     | Sven Johansson (SWE)      |
| LOH 1984 | Malcolm Cooper (GBR)           | Daniel Nipkov (SUI)       | Alister Allan (GBR)       |
| LOH 1988 | Malcolm Cooper (GBR)           | Alister Allan (GBR)       | Kirill Ivanov (URS)       |
| LOH 1992 | Hrachya Petikyan (EUN)         | Robert Foth (USA)         | Ryohei Koba (JPN)         |
| LOH 1996 | Jean-Pierre Amat (FRA)         | Sergey Belyayev (KAZ)     | Wolfram Waibel (AUT)      |
| LOH 2000 | Rajmond Debevec (SLO)          | Juha Hirvi (FIN)          | Harald Stenvaag (NOR)     |
| LOH 2004 | Jia Zhanbo (CHN)               | Michael Anti (USA)        | Christian Planer (AUT)    |
| LOH 2008 | Qiu Jian (CHN)                 | Jury Sukhorukov (UKR)     | Rajmond Debevec (SLO)     |
| LOH 2012 | Niccolò Campriani (ITA)        | Kim Jong-Hyun (KOR)       | Matthew Emmons (USA)      |
| LOH 2016 | Niccolò Campriani (ITA)        | Sergey Kamenskiy (RUS)    | Alexis Raynaud (FRA)      |
| LOH 2020 | Zhang Changhong (CHN)          | Sergej Kamensky (ROC)     | Milenko Sebić (SRB)       |
| LOH 2024 | Liou Jü-kchun (CHN)            | Serhij Kuliš (UKR)        | Swapnil Kusale (IND)      |

V letech 1972 až 1980 byla tato disciplína "otevřená", tedy soutěžit zde mohly po boku mužů i ženy. Pouze jediná žena však dokázala získat medaili, Margaret Murdocková získala stříbrnou medaili na olympiádě v Montrealu 1976.

## Skeet
| Rok      | Zlato                      | Stříbro                      | Bronz                       |
| -------- | -------------------------- | ---------------------------- | --------------------------- |
| LOH 1968 | Jevgenij Petrov (URS)      | Romano Garagnani (ITA)       | Konrad Wirnhier (FRG)       |
| LOH 1972 | Konrad Wirnhier (FRG)      | Jevgenij Petrov (URS)        | Michael Buchheim (GDR)      |
| LOH 1976 | Josef Panáček (TCH)        | Eric Swinkels (NED)          | Wiesław Gawlikowski (POL)   |
| LOH 1980 | Hans Kjeld Rasmussen (DEN) | Lars-Göran Carlsson (SWE)    | Roberto Castrillo (CUB)     |
| LOH 1984 | Matthew Dryke (USA)        | Ole Riber Rasmussen (DEN)    | Luca Scribani Rossi (ITA)   |
| LOH 1988 | Axel Wegner (GDR)          | Alfonso de Iruarrizaga (CHI) | Jorge Guardiola (ESP)       |
| LOH 1992 | Zhang Shan (CHN)           | Juan Giha (PER)              | Bruno Rossetti (ITA)        |
| LOH 1996 | Ennio Falco (ITA)          | Mirosław Rzepkowski (POL)    | Andrea Benelli (ITA)        |
| LOH 2000 | Mykola Milčev (UKR)        | Petr Málek (CZE)             | James Graves (USA)          |
| LOH 2004 | Andrea Benelli (ITA)       | Marko Kemppainen (FIN)       | Juan Miguel Rodríguez (CUB) |
| LOH 2008 | Vincent Hancock (USA)      | Tore Brovold (NOR)           | Anthony Terras (FRA)        |
| LOH 2012 | Vincent Hancock (USA)      | Anders Golding (DEN)         | Násir al-Attíja (QAT)       |
| LOH 2016 | Gabriele Rossetti (ITA)    | Marcus Svensson (SWE)        | Abdullah Al-Rashidi (IOA)   |
| LOH 2020 | Vincent Hancock (USA)      | Jesper Hansen (DEN)          | Abdullah Alrashidi (KUW)    |
| LOH 2024 | Vincent Hancock (USA)      | Conner Prince (USA)          | Lee Meng Jüan (TPE)         |

V letech 1968 až 1992 byla tato disciplína "otevřená", tedy soutěžit zde mohly po boku mužů i ženy. Pouze jediná žena však dokázala získat medaili, Zhang Shan z Číny vyhrála zlatou medaili na olympiádě v Barceloně 1992.

## Trap
| Rok       | Zlato                     | Stříbro                     | Bronz                       |
| --------- | ------------------------- | --------------------------- | --------------------------- |
| LOH 1900  | Roger de Barbarin (FRA)   | Rene Guyot (FRA)            | Justinien de Clary (FRA)    |
| LOH 1904  | nebylo na programu LOH    | nebylo na programu LOH      | nebylo na programu LOH      |
| LOH 1908  | Walter Ewing (CAN)        | George Beattie (CAN)        | Alexander Maunder (GBR)     |
| LOH 1908  | Walter Ewing (CAN)        | George Beattie (CAN)        | Anastasios Metaxas (GRE)    |
| LOH 1912  | James Graham (USA)        | Alfred Goeldel (GER)        | Harry Blau (RUS)            |
| LOH 1920  | Mark Arie (USA)           | Frank Troeh (USA)           | Frank Wright (USA)          |
| LOH 1924  | Gyula Halasy (HUN)        | Konrad Huber (FIN)          | Frank Hughes (USA)          |
| 1928–1948 | nebylo na programu LOH    | nebylo na programu LOH      | nebylo na programu LOH      |
| LOH 1952  | George Genereux (CAN)     | Knut Holmqvist (SWE)        | Hans Liljedahl (SWE)        |
| LOH 1956  | Galliano Rossini (ITA)    | Adam Smelczyński (POL)      | Alessandro Ciceri (ITA)     |
| LOH 1960  | Ion Dumitrescu (ROU)      | Galliano Rossini (ITA)      | Sergei Kalinin (URS)        |
| LOH 1964  | Ennio Mattarelli (ITA)    | Pavel Senichev (URS)        | William Morris (USA)        |
| LOH 1968  | John Braithwaite (GBR)    | Thomas Garrigus (USA)       | Kurt Czekalla (GDR)         |
| LOH 1972  | Angelo Scalzone (ITA)     | Michel Carrega (FRA)        | Silvano Basagni (ITA)       |
| LOH 1976  | Donald Haldeman (USA)     | Armando Silva Marques (POR) | Ubaldesco Baldi (ITA)       |
| LOH 1980  | Luciano Giovannetti (ITA) | Rustam Yambulatov (URS)     | Jörg Damme (GDR)            |
| LOH 1984  | Luciano Giovannetti (ITA) | Francisco Boza (PER)        | Daniel Carlisle (USA)       |
| LOH 1988  | Dmitrij Monakov (URS)     | Miloslav Bednařík (TCH)     | Frans Peeters (BEL)         |
| LOH 1992  | Petr Hrdlička (TCH)       | Kazumi Watanabe (JPN)       | Marco Venturini (ITA)       |
| LOH 1996  | Michael Diamond (AUS)     | Josh Lakatos (USA)          | Lance Bade (USA)            |
| LOH 2000  | Michael Diamond (AUS)     | Ian Peel (GBR)              | Giovanni Pellielo (ITA)     |
| LOH 2004  | Alexej Alipov (RUS)       | Giovanni Pellielo (ITA)     | Adam Vella (AUS)            |
| LOH 2008  | David Kostelecký (CZE)    | Giovanni Pellielo (ITA)     | Alexej Alipov (RUS)         |
| LOH 2012  | Giovanni Cernogoraz (CRO) | Massimo Fabbrizi (ITA)      | Fehaíd Al Díhání (KUW)      |
| LOH 2016  | Josip Glasnović (CRO)     | Giovanni Pellielo (ITA)     | Edward Ling (GBR)           |
| LOH 2020  | Jiří Lipták (CZE)         | David Kostelecký (CZE)      | Matthew Coward-Holley (GBR) |
| LOH 2024  | Nathan Hales (USA)        | Čchi Jing (CHN)             | Jean Pierre Brol (GUA)      |

Matthew Coward-Holley
V letech 1972 až 1992 byla tato disciplína "otevřená", tedy soutěžit zde mohly po boku mužů i ženy. Žádná žena však nedokázala vybojovat medaili.

## Double trap
| Rok      | Zlato                                  | Stříbro                          | Bronz                  |
| -------- | -------------------------------------- | -------------------------------- | ---------------------- |
| LOH 1996 | Russell Mark (AUS)                     | Albano Pera (ITA)                | Zhang Bing (CHN)       |
| LOH 2000 | Richard Faulds (GBR)                   | Russell Mark (AUS)               | Fehaíd Al Díhání (KUW) |
| LOH 2004 | Ahmad Mohammad Hasher Al Maktoum (UAE) | Rajyavardhan Singh Rathore (IND) | Wang Zheng (CHN)       |
| LOH 2008 | Walton Eller (USA)                     | Francesco D'Aniello (ITA)        | Hu Binyuan (CHN)       |
| LOH 2012 | Peter Wilson (GBR)                     | Håkan Dahlby (SWE)               | Vasily Mosin (RUS)     |
| LOH 2016 | Fehaíd Al Díhání (IOA)                 | Marco Innocenti (ITA)            | Steven Scott (GBR)     |

## Double trap (mix)
| Rok      | Zlato                                            | Stříbro                                                    | Bronz                                                       |
| -------- | ------------------------------------------------ | ---------------------------------------------------------- | ----------------------------------------------------------- |
| LOH 2020 | Španělsko · Alberto Fernández · Fátima Gálvezová | San Marino · Gian Marco Berti · Alessandra Perilliová      | Spojené státy americké · Brian Burrows · Madelynn Bernauová |
| LOH 2024 | Itálie · Gabriele Rossetti · Diana Bacosiová     | Spojené státy americké · Vincent Hancock · Austen Smithová | Čína · Ťiang I-tching · Liou Ťien-lin                       |

## 10 m vzduchová pistole (mix)
| Rok      | Zlato                                     | Stříbro                                         | Bronz                                   |
| -------- | ----------------------------------------- | ----------------------------------------------- | --------------------------------------- |
| LOH 2024 | Srbsko · Zorana Arunovićová · Damir Mikec | Turecko · Sevval Ilayda Tarhanová · Yusuf Dikec | Indie · Manu Bhakerová · Sarabjot Singh |

## 10 m vzduchová puška (mix)
| Rok      | Zlato                                  | Stříbro                                  | Bronz                                         |
| -------- | -------------------------------------- | ---------------------------------------- | --------------------------------------------- |
| LOH 2024 | Čína · Chuang Jü-Tching · Šeng Li-chao | Jižní Korea · Keum Čihjeon · Park Ha-jun | Kazachstán · Alexandra Leová · Islam Satpajev |

## Ukončené disciplíny

### 50 metrů libovolná pistole
| Rok       | Zlato                    | Stříbro                    | Bronz                         |
| --------- | ------------------------ | -------------------------- | ----------------------------- |
| LOH 1896  | Sumner Paine (USA)       | Holger Nielsen (DEN)       | Ioannis Frangoudis (GRE)      |
| LOH 1900  | Karl Röderer (SUI)       | Achille Paroche (FRA)      | Konrad Stäheli (SUI)          |
| LOH 1904  | nebylo na programu LOH   | nebylo na programu LOH     | nebylo na programu LOH        |
| LOH 1908  | Paul Van Asbroeck (BEL)  | Réginald Storms (BEL)      | James Gorman (USA)            |
| LOH 1912  | Alfred Lane (USA)        | Peter Dolfen (USA)         | Charles Stewart (GBR)         |
| LOH 1920  | Karl Frederick (USA)     | Afrânio da Costa (BRA)     | Alfred Lane (USA)             |
| 1924-1932 | nebylo na programu LOH   | nebylo na programu LOH     | nebylo na programu LOH        |
| LOH 1936  | Torsten Ullman (SWE)     | Erich Krempel (GER)        | Charles des Jammonières (FRA) |
| LOH 1948  | Edwin Vásquez (PER)      | Rudolf Schnyder (SUI)      | Torsten Ullman (SWE)          |
| LOH 1952  | Huelet Benner (USA)      | Angel Leon de Gozalo (ESP) | Ambrus Balogh (HUN)           |
| LOH 1956  | Pentti Linnosvuo (FIN)   | Machmud Umarov (URS)       | Offutt Pinion (USA)           |
| LOH 1960  | Alexej Guščin (URS)      | Machmud Umarov (URS)       | Yoshihisa Yoshikawa (JPN)     |
| LOH 1964  | Väinö Markkanen (FIN)    | Franklin Green (USA)       | Yoshihisa Yoshikawa (JPN)     |
| LOH 1968  | Grigorij Kosych (URS)    | Heinz Mertel (FRG)         | Harald Vollmar (GDR)          |
| LOH 1972  | Ragnar Skanåker (SWE)    | Daniel Iuga (ROU)          | Rudolf Dollinger (AUT)        |
| LOH 1976  | Uwe Potteck (GDR)        | Harald Vollmar (GDR)       | Rudolf Dollinger (AUT)        |
| LOH 1980  | Alexandr Melenťjev (URS) | Harald Vollmar (GDR)       | Lubčo Djakov (BUL)            |
| LOH 1984  | Xu Haifeng (CHN)         | Ragnar Skanåker (SWE)      | Wang Yifu (CHN)               |
| LOH 1988  | Sorin Babii (ROU)        | Ragnar Skanåker (SWE)      | Ihar Basinski (URS)           |
| LOH 1992  | Kanstancin Lukašyk (EUN) | Wang Yifu (CHN)            | Ragnar Skanåker (SWE)         |
| LOH 1996  | Boris Kokorev (RUS)      | Ihar Basinski (BLR)        | Roberto Di Donna (ITA)        |
| LOH 2000  | Tanju Kirjakov (BUL)     | Ihar Basinski (BLR)        | Martin Tenk (CZE)             |
| LOH 2004  | Michail Něstrujev (RUS)  | Čin Čong-o (KOR)           | Kim Jong-su (PRK)             |
| LOH 2008  | Čin Čong-o (KOR)         | Tan Zongliang (CHN)        | Vladimir Isakov (RUS)         |
| LOH 2012  | Čin Čong-o (KOR)         | Choi Young-Rae (KOR)       | Wang Zhiwei (CHN)             |
| LOH 2016  | Čin Čong-o (KOR)         | Hoàng Xuân Vinh (VIE)      | Kim Song-guk (PRK)            |

### 50 metrů libovolná malorážka 60 ran vleže
| Rok      | Zlato                          | Stříbro                  | Bronz                             |
| -------- | ------------------------------ | ------------------------ | --------------------------------- |
| LOH 1912 | Frederick Hird (USA)           | William Milne (GBR)      | Harold Burt (GBR)                 |
| LOH 1920 | Lawrence Nuesslein (USA)       | Arthur Rothrock (USA)    | Dennis Fenton (USA)               |
| LOH 1924 | Pierre Coquelin de Lisle (FRA) | Marcus Dinwiddie (USA)   | Josias Hartmann (SUI)             |
| LOH 1928 | nebylo na programu LOH         | nebylo na programu LOH   | nebylo na programu LOH            |
| LOH 1932 | Bertil Rönnmark (SWE)          | Gustavo Huet (MEX)       | Zoltán Soós Hradetzky (HUN)       |
| LOH 1936 | Willy Røgeberg (NOR)           | Ralph Berzsenyi (HUN)    | Władysław Karaś (POL)             |
| LOH 1948 | Arthur Cook (USA)              | Walter Tomsen (USA)      | Jonas Jonsson (SWE)               |
| LOH 1952 | Iosif Sîrbu (ROU)              | Boris Andreyev (URS)     | Arthur Jackson (USA)              |
| LOH 1956 | Gerald Ouellette (CAN)         | Vasily Borisov (URS)     | Stuart Boa (CAN)                  |
| LOH 1960 | Peter Kohnke (EUA)             | James Enoch Hill (USA)   | Enrico Forcella Pelliccioni (VEN) |
| LOH 1964 | László Hammerl (HUN)           | Lones Wigger (USA)       | Tommy Pool (USA)                  |
| LOH 1968 | Jan Kůrka (TCH)                | László Hammerl (HUN)     | Ian Ballinger (NZL)               |
| LOH 1972 | Li Ho-Jun (PRK)                | Victor Auer (USA)        | Nicolae Rotaru (ROU)              |
| LOH 1976 | Karlheinz Smieszek (FRG)       | Ulrich Lind (FRG)        | Gennadi Lushchikov (URS)          |
| LOH 1980 | Károly Varga (HUN)             | Hellfried Heilfort (GDR) | Petar Zaprianov (BUL)             |
| LOH 1984 | Edward Etzel (USA)             | Michel Bury (FRA)        | Michael Sullivan (GBR)            |
| LOH 1988 | Miroslav Varga (TCH)           | Cha Young-chul (KOR)     | Attila Záhonyi (HUN)              |
| LOH 1992 | Lee Eun-chul (KOR)             | Harald Stenvaag (NOR)    | Stevan Pletikosić (IOP)           |
| LOH 1996 | Christian Klees (GER)          | Sergey Belyayev (KAZ)    | Jozef Gönci (SVK)                 |
| LOH 2000 | Jonas Edman (SWE)              | Torben Grimmel (DEN)     | Sergej Martynov (BLR)             |
| LOH 2004 | Matthew Emmons (USA)           | Christian Lusch (GER)    | Sergej Martynov (BLR)             |
| LOH 2008 | Artur Ayvazyan (UKR)           | Matthew Emmons (USA)     | Warren Potent (AUS)               |
| LOH 2012 | Sergej Martynov (BLR)          | Lionel Cox (BEL)         | Rajmond Debevec (SLO)             |
| LOH 2016 | Henri Junghänel (GER)          | Kim Jong-hyun (KOR)      | Kirill Grigoryan (RUS)            |

### 25 metrů vojenská pistole
| Rok      | Zlato            | Stříbro            | Bronz                  |
| -------- | ---------------- | ------------------ | ---------------------- |
| LOH 1896 | John Paine (USA) | Sumner Paine (USA) | Nikolaos Morakis (GRE) |

### 30 metrů vojenská pistole - (družstva)
| Rok      | Zlato                                                                                                 | Stříbro | Bronz                                                                                        |
| -------- | --- | --- | -------------------------------------------------------------------------------------------- |
| LOH 1912 | Švédsko · Eric Carlberg · Vilhelm Carlberg · Johan Hübner von Holst · Paul Palén                      | Rusko · Amos Kash · Nikolai Melnitsky · Pavel Voyloshnikov · Grigori Panteleimonov                                     | Velká Británie · Hugh Durant · Albert Kempster · Charles Stewart · Horatio Poulter           |
| LOH 1920 | Spojené státy americké · Louis Harant · Alfred Lane · Carl Frederick · James H. Snook · Michael Kelly | Řecko · Alexandros Theofilakis · Ioannis Theofilakis · Georgios Moraitinis · Alexandros Vrasivanopoulos · Iason Sappas | Švýcarsko · Fritz Zulauf · Joseph Jehle · Gustave Amoudruz · Hans Egli · Domenico Giambonini |

### 200 metrů vojenská puška
| Rok      | Zlato                     | Stříbro               | Bronz                   |
| -------- | ------------------------- | --------------------- | ----------------------- |
| LOH 1896 | Pantelis Karasevdas (GRE) | Pavlos Pavlidis (GRE) | Nicolaos Trikupis (GRE) |

### 300 metrů vojenská puška vleže
| Rok      | Zlato            | Stříbro            | Bronz              |
| -------- | ---------------- | ------------------ | ------------------ |
| LOH 1920 | Otto Olsen (NOR) | Léon Johnson (FRA) | Fritz Kuchen (SUI) |

### 300 metrů vojenská puška vleže - (družstva)
| Rok      | Zlato                                                                                              | Stříbro                                                                                   | Bronz                                                                                              |
| -------- | -------------------------------------------------------------------------------------------------- | ----------------------------------------------------------------------------------------- | -------------------------------------------------------------------------------------------------- |
| LOH 1920 | Spojené státy americké · Morris Fisher · Joseph Jackson · Willis Lee · Carl Osburn · Lloyd Spooner | Francie · Léon Johnson · André Parmentier · Achille Paroche · Georges Roes · Émile Rumeau | Finsko · Voitto Kolho · Kalle Lappalainen · Veli Nieminen · Vilho Vauhkonen · Karl Magnus Wegelius |

### 300 metrů vojenská puška vstoje
| Rok      | Zlato             | Stříbro                  | Bronz                    |
| -------- | ----------------- | ------------------------ | ------------------------ |
| LOH 1920 | Carl Osburn (USA) | Lars Jørgen Madsen (DEN) | Lawrence Nuesslein (USA) |

### 300 metrů vojenská puška vstoje - (družstva)
| Rok      | Zlato | Stříbro                                                                                               | Bronz                                                                                         |
| -------- | --- | --- | --------------------------------------------------------------------------------------------- |
| LOH 1920 | Dánsko · Lars Jørgen Madsen · Niels Larsen · Anders Peterson · Erik Sætter-Lassen · Anders Peter Nielsen | Spojené státy americké · Carl Osburn · Lawrence Nuesslein · Lloyd Spooner · Willis Lee · Thomas Brown | Švédsko · Olle Ericsson · Hugo Johansson · Leon Lagerlöf · Walfrid Hellman · Mauritz Eriksson |

### 300 metrů vojenská puška polohový závod (tři pozice)
| Rok      | Zlato                | Stříbro           | Bronz                 |
| -------- | -------------------- | ----------------- | --------------------- |
| LOH 1912 | Sándor Prokopp (HUN) | Carl Osburn (USA) | Engebret Skogen (NOR) |

### 300 metrů vojenská puška - (družstva)
| Rok      | Zlato | Stříbro | Bronz |
| -------- | --- | --- | --- |
| LOH 1908 | Spojené státy americké · William Leuschner · William Martin · Charles Winder · Kellogg Casey · Ivan Eastman · Charles Benedict | Velká Británie · Harcourt Ommundsen · Fleetwood Varley · Arthur Fulton · Philip Richardson · William Padgett · John Martin | Kanada · William Smith · Charles Crowe · Bruce Williams · Dugald McInnis · William Eastcott · S. Harry Kerr         |
| LOH 1912 | Spojené státy americké · Cornelius Burdette · Allan Briggs · Harry Adams · Joseph Jackson · Carl Osburn · Warren Sprout        | Velká Británie · Harcourt Ommundsen · Henry Burr · Edward Skilton · James Reid · Edward Parnell · Arthur Fulton            | Švédsko · Mauritz Eriksson · Werner Jernström · Tönnes Björkman · Carl Björkman · Bernhard Larsson · Hugo Johansson |

### 600 metrů vojenská puška
| Rok      | Zlato                | Stříbro                | Bronz               |
| -------- | -------------------- | ---------------------- | ------------------- |
| LOH 1920 | Hugo Johansson (SWE) | Mauritz Eriksson (SWE) | Lloyd Spooner (USA) |

### 600 metrů vojenská puška - (družstva)
| Rok      | Zlato                                                                                                   | Stříbro                                                                                           | Bronz                                                                                              |
| -------- | --- | ------------------------------------------------------------------------------------------------- | -------------------------------------------------------------------------------------------------- |
| LOH 1920 | Spojené státy americké · Dennis Fenton · Gunnery Schriver · Willis Lee · Lloyd Spooner · Joseph Jackson | Jihoafrická unie · David Smith · Robert Bodley · Ferdinand Buchanan · George Harvey · Fred Morgan | Švédsko · Mauritz Eriksson · Hugo Johansson · Gustaf Adolf Jonsson · Erik Blomqvist · Erik Ohlsson |

### 300 metrů + 600 metrů vojenská puška - (družstva)
| Rok      | Zlato                                                                                                | Stříbro                                                                              | Bronz                                                                                |
| -------- | --- | ------------------------------------------------------------------------------------ | ------------------------------------------------------------------------------------ |
| LOH 1920 | Spojené státy americké · Joseph Jackson · Willis Lee · Carl Osburn · Oliver Schriver · Lloyd Spooner | Norsko · Albert Helgerud · Otto Olsen · Jacob Onsrud · Østen Østensen · Olaf Sletten | Švýcarsko · Eugen Addor · Joseph Jehle · Fritz Kuchen · Werner Schneeberger · Weibel |

### 100 metrů běžící jelen jeden výstřely
| Rok      | Zlato              | Stříbro                     | Bronz                  |
| -------- | ------------------ | --------------------------- | ---------------------- |
| LOH 1908 | Oscar Swahn (SWE)  | Ted Ranken (GBR)            | Alexander Rogers (GBR) |
| LOH 1912 | Alfred Swahn (SWE) | Åke Lundeberg (SWE)         | Nestori Toivonen (FIN) |
| LOH 1920 | Otto Olsen (NOR)   | Alfred Swahn (SWE)          | Harald Natvig (NOR)    |
| LOH 1924 | John Boles (USA)   | Cyril Mackworth-Praed (GBR) | Otto Olsen (NOR)       |

### 100 metrů běžící jelen jeden výstřely - (družstva)
| Rok      | Zlato                                                                                | Stříbro                                                                                            | Bronz                                                                                                 |
| -------- | ------------------------------------------------------------------------------------ | -------------------------------------------------------------------------------------------------- | --- |
| LOH 1908 | Švédsko · Arvid Knöppel · Ernst Rosell · Alfred Swahn · Oscar Swahn                  | Velká Británie · Walter Ellicott · William Russell Lane-Joynt · Charles Nix · Ted Ranken           | Nebyla udělena                                                                                        |
| LOH 1912 | Švédsko · Alfred Swahn · Oscar Swahn · Åke Lundeberg · Per-Olof Arvidsson            | Spojené státy americké · William McDonnell · Walter Winans · William Leuschner · William Libbey    | Finsko · Axel Londen · Nestori Toivonen · Iivar Väänänen · Ernst Rosenqvist                           |
| LOH 1920 | Norsko · Einar Liberg · Ole Lilloe-Olsen · Harald Natvig · Hans Nordvik · Otto Olsen | Finsko · Yrjö Kolho · Kalle Lappalainen · Toivo Tikkanen · Nestori Toivonen · Karl Magnus Wegelius | Spojené státy americké · Thomas Brown · Willis Lee · Lawrence Nuesslein · Carl Osburn · Lloyd Spooner |
| LOH 1924 | Norsko · Einar Liberg · Ole Lilloe-Olsen · Harald Natvig · Otto Olsen                | Švédsko · Otto Hultberg · Mauritz Johansson · Fredric Landelius · Alfred Swahn                     | Spojené státy americké · John Boles · Raymond Coulter · Dennis Fenton · Walter Stokes                 |

### 100 metrů běžící jelen dva výstřely
| Rok      | Zlato                  | Stříbro                     | Bronz              |
| -------- | ---------------------- | --------------------------- | ------------------ |
| LOH 1908 | Walter Winans (USA)    | Ted Ranken (GBR)            | Oscar Swahn (SWE)  |
| LOH 1912 | Åke Lundeberg (SWE)    | Edward Benedicks (SWE)      | Oscar Swahn (SWE)  |
| LOH 1920 | Ole Lilloe-Olsen (NOR) | Fredric Landelius (SWE)     | Einar Liberg (NOR) |
| LOH 1924 | Ole Lilloe-Olsen (NOR) | Cyril Mackworth-Praed (GBR) | Alfred Swahn (SWE) |

### 100 metrů běžící jelen dva výstřely - (družstva)
| Rok      | Zlato                                                                                        | Stříbro                                                                                         | Bronz                                                                                            |
| -------- | -------------------------------------------------------------------------------------------- | ----------------------------------------------------------------------------------------------- | ------------------------------------------------------------------------------------------------ |
| LOH 1920 | Norsko · Harald Natvig · Ole Lilloe-Olsen · Einar Liberg · Hans Nordvik · Thorstein Johansen | Švédsko · Alfred Swahn · Oscar Swahn · Fredric Landelius · Bengt Lagercrantz · Edward Benedicks | Finsko · Toivo Tikkanen · Karl Magnus Wegelius · Nestori Toivonen · Vilho Vauhkonen · Yrjö Kolho |
| LOH 1924 | Velká Británie · Cyril Mackworth-Praed · Philip Neame · Herbert Perry · Allen Whitty         | Norsko · Einar Liberg · Ole Lilloe-Olsen · Harald Natvig · Otto Olsen                           | Švédsko · Axel Ekblom · Mauritz Johansson · Fredric Landelius · Alfred Swahn                     |

### 100 m běžící jelen - jeden výstřel dvě střelby
| Rok      | Zlato                  | Stříbro                  | Bronz                    |
| -------- | ---------------------- | ------------------------ | ------------------------ |
| LOH 1952 | John Larsen (NOR)      | Per Olof Sköldberg (SWE) | Tauno Mäki (FIN)         |
| LOH 1956 | Vitali Romanenko (URS) | Olof Sköldberg (SWE)     | Vladimir Sevryugin (URS) |

### 10 metrů průběžný cíl
| Rok      | Zlato                  | Stříbro                 | Bronz                |
| -------- | ---------------------- | ----------------------- | -------------------- |
| LOH 1992 | Michael Jakosits (GER) | Anatoli Asrabayev (EUN) | Luboš Račanský (TCH) |
| LOH 1996 | Yang Ling (CHN)        | Xiao Jun (CHN)          | Miroslav Januš (CZE) |
| LOH 2000 | Yang Ling (CHN)        | Oleg Moldovan (MDA)     | Niu Zhiyuan (CHN)    |
| LOH 2004 | Manfred Kurzer (GER)   | Aleksandr Blinov (RUS)  | Dimitri Lykin (RUS)  |

### 50 metrů průběžný cíl
| Rok      | Zlato                  | Stříbro                  | Bronz                    |
| -------- | ---------------------- | ------------------------ | ------------------------ |
| LOH 1972 | Yakov Zheleznyak (URS) | Helmut Bellingrodt (COL) | John Kynoch (GBR)        |
| LOH 1976 | Aleksandr Gazov (URS)  | Aleksandr Kedyarov (URS) | Jerzy Greszkiewicz (POL) |
| LOH 1980 | Igor Sokolov (URS)     | Thomas Pfeffer (GDR)     | Aleksandr Gazov (URS)    |
| LOH 1984 | Li Yuwei (CHN)         | Helmut Bellingrodt (COL) | Huang Shiping (CHN)      |
| LOH 1988 | Tor Heiestad (NOR)     | Huang Shiping (CHN)      | Gennadi Avramenko (URS)  |

### 300 metrů puška - v kleče
| Rok      | Zlato                | Stříbro                    | Bronz        |
| -------- | -------------------- | -------------------------- | ------------ |
| LOH 1900 | Konrad Stäheli (SUI) | Emil Kellenberger (SUI)    | None awarded |
| LOH 1900 | Konrad Stäheli (SUI) | Anders Peter Nielsen (DEN) | None awarded |

### 300 metrů puška - libovolná poloha
| Rok      | Zlato                 | Stříbro                    | Bronz           |
| -------- | --------------------- | -------------------------- | --------------- |
| LOH 1900 | Achille Paroche (FRA) | Anders Peter Nielsen (DEN) | Ole Østmo (NOR) |

### 300 metrů standard puška
| Rok      | Zlato                    | Stříbro         | Bronz                 |
| -------- | ------------------------ | --------------- | --------------------- |
| LOH 1900 | Lars Jørgen Madsen (DEN) | Ole Østmo (NOR) | Charles Paumier (BEL) |

### 300 metrů puška - (tři pozice)
| Rok       | Zlato                     | Stříbro                     | Bronz                                     |
| --------- | ------------------------- | --------------------------- | ----------------------------------------- |
| LOH 1896  | Georgios Orphanidis (GRE) | Ioannis Frangoudis (GRE)    | Viggo Jensen (DEN)                        |
| LOH 1900  | Emil Kellenberger (SUI)   | Anders Peter Nielsen (DEN)  | Paul Van Asbroeck (BEL) · Ole Østmo (NOR) |
| LOH 1904  | nebylo na programu LOH    | nebylo na programu LOH      | nebylo na programu LOH                    |
| LOH 1908  | Albert Helgerud (NOR)     | Harry Simon (USA)           | Ole Sæther (NOR)                          |
| LOH 1912  | Paul Colas (FRA)          | Lars Jorgen Madsen (DEN)    | Niels Larsen (DEN)                        |
| LOH 1920  | Morris Fisher (USA)       | Niels Larsen (DEN)          | Østen Østensen (NOR)                      |
| LOH 1924  | Morris Fisher (USA)       | Carl Osburn (USA)           | Niels Larsen (DEN)                        |
| 1928–1936 | nebylo na programu LOH    | nebylo na programu LOH      | nebylo na programu LOH                    |
| LOH 1948  | Emil Grünig (SUI)         | Pauli Aapeli Janhonen (FIN) | Willy Røgeberg (NOR)                      |
| LOH 1952  | Anatoli Bogdanov (URS)    | Robert Bürchler (SUI)       | Lev Vainshtein (URS)                      |
| LOH 1956  | Vasily Borisov (URS)      | Allan Erdman (URS)          | Vilho Ylönen (FIN)                        |
| LOH 1960  | Hubert Hammerer (AUT)     | Hansrudi Spillmann (SUI)    | Vasily Borisov (URS)                      |
| LOH 1964  | Gary Lee Anderson (USA)   | Shota Kveliashvili (URS)    | Martin Gunnarsson (USA)                   |
| LOH 1968  | Gary Lee Anderson (USA)   | Valentin Kornev (URS)       | Kurt Müller (SUI)                         |
| LOH 1972  | Lones Wigger (USA)        | Boris Melnik (URS)          | Lajos Papp (HUN)                          |

### 600 metrů puška - libovolná poloha
| Rok      | Zlato            | Stříbro           | Bronz                |
| -------- | ---------------- | ----------------- | -------------------- |
| LOH 1912 | Paul Colas (FRA) | Carl Osburn (USA) | Joseph Jackson (USA) |

### 1000 yd puška - libovolná poloha
| Rok      | Zlato                | Stříbro             | Bronz               |
| -------- | -------------------- | ------------------- | ------------------- |
| LOH 1908 | Joshua Millner (GBR) | Kellogg Casey (USA) | Maurice Blood (GBR) |

### 25 yd puška - mízící cil
| Rok      | Zlato                | Stříbro              | Bronz               |
| -------- | -------------------- | -------------------- | ------------------- |
| LOH 1908 | William Styles (GBR) | Harold Hawkins (GBR) | Edward Amoore (GBR) |

### 25 yd puška - pohybující se cíl
| Rok      | Zlato              | Stříbro                | Bronz                 |
| -------- | ------------------ | ---------------------- | --------------------- |
| LOH 1908 | John Fleming (GBR) | Maurice Matthews (GBR) | William Marsden (GBR) |

### 50 yd + 100 yd puška - stacionární cíl
| Rok      | Zlato                | Stříbro            | Bronz               |
| -------- | -------------------- | ------------------ | ------------------- |
| LOH 1908 | Arthur Carnell (GBR) | Harold Humby (GBR) | George Barnes (GBR) |

### 25 metrů puška
| Rok      | Zlato                  | Stříbro                      | Bronz                 |
| -------- | ---------------------- | ---------------------------- | --------------------- |
| LOH 1912 | Vilhelm Carlberg (SWE) | Johan Hübner von Holst (SWE) | Gideon Ericsson (SWE) |

### 25 metrů puška - (družstva)
| Rok      | Zlato                                                                               | Stříbro                                                                      | Bronz                                                                                           |
| -------- | ----------------------------------------------------------------------------------- | ---------------------------------------------------------------------------- | ----------------------------------------------------------------------------------------------- |
| LOH 1912 | Švédsko · Johan Hübner von Holst · Eric Carlberg · Vilhelm Carlberg · Gustaf Boivie | Velká Británie · William Pimm · Joseph Pepé · William Milne · William Styles | Spojené státy americké · Frederick Hird · Warren Sprout · William McDonnell · William Leuschner |

### 50 metrů puška - (družstva)
| Rok      | Zlato | Stříbro                                                                                     | Bronz                                                                                     |
| -------- | --- | ------------------------------------------------------------------------------------------- | ----------------------------------------------------------------------------------------- |
| LOH 1908 | Velká Británie · Edward Amoore · Harold Humby · Maurice Matthews · William Pimm                               | Švédsko · Eric Carlberg · Vilhelm Carlberg · Franz-Albert Schartau · Johan Hübner von Holst | Francie · Henri Bonnefoy · Paul Colas · Léon Lécuyer · André Regaud                       |
| LOH 1912 | Velká Británie · William Pimm · Edward Lessimore · Joseph Pepé · Robert Murray                                | Švédsko · Arthur Nordenswan · Eric Carlberg · Ruben Örtegren · Vilhelm Carlberg             | Spojené státy americké · Warren Sprout · William Leuschner · Frederick Hird · Carl Osburn |
| LOH 1920 | Spojené státy americké · Lawrence Nuesslein · Arthur Rothrock · Willis Lee · Dennis Fenton · Gunnery Schriver | Švédsko · Sigvard Hultcrantz · Erik Ohlsson · Leon Lagerlöf · Ragnar Stare · Olle Ericsson  | Norsko · Østen Østensen · Olaf Sletten · Anton Olsen · Sigvart Johansen · Albert Helgerud |

### 300 metrů puška - (družstva)
| Rok      | Zlato | Stříbro | Bronz |
| -------- | --- | --- | --- |
| LOH 1900 | Švýcarsko (1900 letní) · Franz Böckli · Alfred Grütter · Emil Kellenberger · Louis Richardet · Konrad Stäheli    | Norsko (1900 letní) · Olaf Frydenlund · Hellmer Hermandsen · Ole Østmo · Ole Sæther · Tom Seeberg                             | Francie (1900 letní) · Auguste Cavadini · Maurice Lecoq · Léon Moreaux · Achille Paroche · René Thomas       |
| LOH 1904 | nebylo na programu LOH                                                                                           | nebylo na programu LOH | nebylo na programu LOH                                                                                       |
| LOH 1908 | Norsko · Julius Braathe · Albert Helgerud · Einar Liberg · Olaf Sæther · Ole Sæther · Gudbrand Skatteboe         | Švédsko · Per-Olof Arvidsson · Janne Gustafsson · Axel Jansson · Gustaf Adolf Jonsson · Claës Rundberg · Gustav-Adolf Sjöberg | Francie · Eugène Balme · Raoul de Boigne · Albert Courquin · Léon Johnson · Maurice Lecoq · André Parmentier |
| LOH 1912 | Švédsko · Mauritz Eriksson · Hugo Johansson · Erik Blomqvist · Carl Björkman · Bernhard Larsson · Gustaf Jonsson | Norsko · Gudbrand Skatteboe · Ole Sæther · Østen Østensen · Albert Helgerud · Olaf Sæther · Einar Liberg                      | Dánsko · Ole Olsen · Lars Jørgen Madsen · Niels Larsen · Niels Andersen · Laurits Larsen · Jens Hajslund     |
| LOH 1920 | Spojené státy americké · Morris Fisher · Willis Lee · Dennis Fenton · Carl Osburn · Lloyd Spooner                | Norsko · Otto Olsen · Albert Helgerud · Olaf Sletten · Østen Østensen · Jacob Onsrud                                          | Švýcarsko · Fritz Kuchen · Albert Tröndle · Arnold Rösli · Walter Lienhard · Caspar Widmer                   |
| LOH 1924 | Spojené státy americké · Raymond Coulter · Joseph Crockett · Morris Fisher · Sidney Hinds · Walter Stokes        | Francie · Paul Colas · Albert Courquin · Pierre Hardy · Georges Roes · Émile Rumeau                                           | Haiti · Ludovic Augustin · Destin Destine · Saint Eloi Metullus · Astrel Rolland · Ludovic Valborge          |

### Pistole - (družstva)
| Rok      | Zlato | Stříbro | Bronz                                                                                                  |
| -------- | --- | --- | --- |
| LOH 1900 | Švýcarsko · Friedrich Lüthi · Paul Probst · Louis Richardet · Karl Röderer · Konrad Stäheli              | Francie · Louis Duffoy · Maurice Lecoq · Léon Moreaux · Achille Paroche · Trinité                            | Nizozemsko · Solko van den Bergh · Antonius Bouwens · Dirk Boest Gips · Henrik Sillem · Anthony Sweijs |
| LOH 1904 | nebylo na programu LOH                                                                                   | nebylo na programu LOH                                                                                       | nebylo na programu LOH                                                                                 |
| LOH 1908 | Spojené státy americké · James Gorman · Irving Calkins · John Dietz · Charles Axtell                     | Belgie · Paul Van Asbroeck · Reginald Storms · Charles Paumier du Verger · Rene Englebert                    | Velká Británie · Jesse Wallingford · Geoffrey Coles · Henry Lynch-Staunton · Walter Ellicott           |
| LOH 1912 | Spojené státy americké · Alfred Lane · Henry Sears · Peter Dolfen · John Dietz                           | Švédsko · Georg de Laval · Eric Carlberg · Vilhelm Carlberg · Erik Boström                                   | Velká Británie · Horatio Poulter · Hugh Durant · Albert Kempster · Charles Stewart                     |
| LOH 1920 | Spojené státy americké · Carl Frederick · Alfred Lane · Raymond Bracken · James H. Snook · Michael Kelly | Švédsko · Anders Andersson · Casimir Reuterskiöld · Gunnar Gabrielsson · Sigvard Hultcrantz · Anders Johnson | Brazílie · Afrânio da Costa · Sebastião Wolf · Dario Barbosa · Fernando Soledade · Guilherme Paraense  |

### Trap - (družstva)
| Rok      | Zlato | Stříbro | Bronz |
| -------- | --- | --- | --- |
| LOH 1908 | Velká Británie · Alexander Maunder · James Pike · Charles Palmer · John Postans · Frank Moore · Peter Easte                 | Kanada · Walter Ewing · George Beattie · Arthur Westover · Mylie Fletcher · George Vivian · Donald McMackon          | Velká Británie · George Whitaker · Gerald Skinner · John Butt · William Morris · Harold Creasey · Richard Hutton                 |
| LOH 1912 | Spojené státy americké · Charles Billings · Ralph Spotts · John H. Hendrickson · James Graham · Edward Gleason · Frank Hall | Velká Británie · John Butt · William Grosvenor · Harold Humby · Alexander Maunder · Charles Palmer · George Whitaker | Německo · Erich Graf von Bernstorff · Franz von Zedlitz und Leipe · Horst Goeldel · Albert Preuss · Erland Koch · Alfred Goeldel |
| LOH 1920 | Spojené státy americké · Mark Arie · Horace Bonser · Jay Clark · Forest McNeir · Frank Troeh · Frank Wright                 | Belgie · Albert Bosquet · Joseph Cogels · Émile Dupont · Edouard Fesinger · Henri Quersin · Louis Van Tilt           | Švédsko · Per Kinde · Fredric Landelius · Erik Lundquist · Karl Richter · Erik Sökjer-Petersén · Alfred Swahn                    |
| LOH 1924 | Spojené státy americké · Frederick Etchen · Frank Hughes · John Noel · Clarence Platt · Samuel Sharman · William Silkworth  | Kanada · William Barnes · George Beattie · John Black · Robert Montgomery · Samuel Newton · Samuel Vance             | Finsko · Werner Ekman · Konrad Huber · Robert Huber · Georg Nordblad · Toivo Tikkanen · Karl Magnus Wegelius                     |